# Matías Durango
Matías Durango de los Arcos. (Falces, 1636 - Santo Domingo de la Calzada, 11 de noviembre de 1698 ) fue un compositor y maestro de capilla español.

## Vida
Nacido posiblemente en Falces, en Navarra, hijo de Andrés de Durango e Isabel de los Arcos. Formado en su infancia en León junto al maestro Tomás Micieces, se trasladó con él a la Catedral de Santa María de Toledo, donde llegó a figurar como maestro de capilla, si bien parece que solo lo fue temporalmente cuando su maestro tuvo que irse por varias razones (una es el nacimiento de su hijo ilegítimo).
En 1662 se documenta a Durango como maestro de capilla en Tafalla.
En 1666 trabajaba en la Iglesia de Palacio de Logroño como maestro de capilla y dos años más tarde se incorporó a la entonces Colegiata de La Redonda, actual concatedral, también en Logroño. Con anterioridad había tratado de ser maestro de capilla de la Catedral de Lérida, sin conseguirlo y, de nuevo, fracasó en su intento de incorporarse en el mismo puesto en la de El Burgo de Osma. De esta época se conoce el nombre de su esposa, María de León Asensio, y tenía una hija, María Clara.
Al final, en 1686 se incorporó como arpista a la Catedral de Palencia, sin dejar por ello sus pretensiones de alcanzar un puesto en una de las catedrales. Marchó en 1687 de regreso a su lugar natal, Falces, como maestro en su colegiata para, finalmente, obtener en 1695 el puesto de maestro en la Catedral de Santo Domingo de la Calzada en 1695 en sustitución de Mateo de Prado Casanova, puesto que ocupó hasta su fallecimiento. Para 1695 debía haber enviudado y se había ordenado sacerdote.

## Obra
Se conservan obras suyas en la Catedral de Logroño, la de Santo Domingo de la Calzada —la mayoría—, El Escorial y Bogotá (Colombia).
De sus obras destaca sus villancico Pues mi Dios ha nacido.